# Воротников, Сергей Илларионович
Сергей Илларионович Воротников (25 октября 1929, с. Красный Лиман, Воронежская область, РСФСР, СССР — 8 октября 2017, Россошь, Воронежская область, Россия) — бригадир комплексной бригады шахты имени С. В. Косиора треста «Коммунарскуголь» комбината «Луганскуголь» (п. Чернухино Луганская область, Украина). Герой Социалистического Труда (1966).

## Биография
Родился 25 октября 1929 года в селе Красный Лиман ныне Панинского района Воронежской области. Русский.
В 1945—1953 годах работал на заводе и в колхозе, служил в армии. В 1953—1957 — навалоотбойщик на шахте № 2-бис в Паркоммуне (ныне г. Перевальск Луганской области, Украина), проходчик и горнорабочий на шахтах Донбасса («Коммунарскуголь»). Окончил Коммунарский горно-металлургический институт.
С 1957 года — бригадир комплексной бригады шахты № 1 имени С. В. Косиора треста «Коммунарскуголь». Возглавлял первую в истории угледобычи сквозную суточную комплексную бригаду. Эту прогрессивную инициативу в организации труда позже назвали «методом Воротникова» и подхватили по всей стране. С. И. Воротников — зачинатель в Советском Союзе движения за добычу из лавы тысячи и больше тонн угля в сутки.
В 1972—1985 годах работал заместителем директора и директором по кадрам и быту объединения «Ворошиловградуголь». С 1985 года — начальник учебно-курсового комбината обособленного подразделения «Соцуголь» госпредприятия «Луганскуголь». Жил в городе Луганск (Украина), в 2014 году переехал в Воронежскую область. Умер 8 октября 2017 года.
Кандидат в члены Центрального Комитета КПСС в 1966—1971 годах. Член Президиума Верховного Совета Украинской ССР в 1967—1971 годах. Депутат Верховного Совета Украинской ССР 6-7-го созывов (в 1963—1971 годах).

## Награды и звания
- Герой Социалистического Труда (14 февраля 1966 года) — за успехи в освоении новой горной техники, достижение высокой производительности труда.
- Орден Ленина (14 февраля 1966 года).
- Орден Октябрьской Революции (30 марта 1971 года).
- Орден «За заслуги» III степени (19 декабря 2001 года) — за многолетний добросовестный труд, выдающиеся личные заслуги в развитии угольной промышленности, высокий профессионализм[1].
- Орден Дружбы (22 апреля 2010  года, Россия) — за большой вклад в укрепление дружбы и сотрудничества между народами Российской Федерации и Украины[2].
- Медаль «За трудовую доблесть».
- Знак «Шахтёрская слава» I степени.
- Знак «Шахтёрская слава» II степени.
- Знак «Шахтёрская слава» III степени.